# Liste der Bürgermeister von Gemmrigheim
Die Liste der Bürgermeister von Gemmrigheim listet die Gemeindevorstände (Schultheißen und Bürgermeister) von Gemmrigheim seit dem späten Mittelalter bis heute.
- 1410–????: Hans Brimig (Schultheiß)
- vor  1468: Eberhard Koch
- 1482     : Endres Stör
- 1503     : Paulin Bender
- 1522     : Wendel Zöpplin
- bis  1559: Hans Störer
- 1559–1587: Melchior Zehender
- 1587–1591: Georg Rewlin (Reylin)
- 1591–1617: Hans Mesner
- 1617–1635: Balthaß Haug
- 1635     : Johann Eiselin (Amtsverweser)
- 1635–1666: Endris Meßner (zunächst Amtsverweser, ab etwa 1643 Schultheiß)
- 1666–1675: Hans Ries
- 1675–1681: Martin Rösch
- 1681–1693: Melchior Beck-Bissinger
- 1693–1707: Hans Jacob Rösch
- 1707–1720: Andreas Beck-Bissinger
- 1720–1724: alt Caspar Seiz
- 1724–1732: Leonhard Reutter
- 1732–1771: Ehrenfried Daubenschmied (Amtmann und Schultheiß)
- 1771–1808: Johannes Schäfer
- 1808–1821: Johann Georg Kolb
- 1821–1824: Johann Jacob Schweiker
- 1824–1842: Adam Valet
- 1842–1851: Georg Ulrich Collmar
- 1851–1854: Johann Jakob Reuther
- 1854–1867: Ludwig Friedrich Eiselen
- 1867–1885: Friedrich Böhringer
- 1885–1928: Karl Vosseler
- 1928–1945: Karl Girr
- 1945–1948: Christian Stolzenberger
- 1948–1954: Karl Girr
- 1954–1986: Helmut Klass
- 1986–1994: Günter Seitz
- 1994–2018: Monika Chef (FDP/DVP)
- seit 2018: Dr. Jörg Frauhammer (SPD)[1]